# Юліан Шустер
Юліан Шустер (нім. Julian Schuster, нар. 15 квітня 1985, Бітігайм-Біссінген) — німецький футболіст, півзахисник клубу «Фрайбург».
Виступав, зокрема, за клуб «Штутгарт».

## Ігрова кар'єра
У дорослому футболі дебютував 2007 року виступами за команду клубу «Штутгарт», в якій провів один сезон, взявши участь лише у 3 матчах чемпіонату. 
До складу клубу «Фрайбург» приєднався 2008 року. Відтоді встиг відіграти за фрайбурзький клуб 188 матчів в національному чемпіонаті.